# Govornik (kip)
Govornik je bronast kip, znan tudi kot L 'Arringatore (italijanščina) ali Aulus Metellus (latinščina), Aule Meteli (etruščansko). Kip je bil izdelan iz brona v poznem 2. ali v začetku 1. stoletju pr. n. št. in je etruščanska umetnina.  Aulus Metellus je bil etruščanski senator v rimski republiki, izvirno iz Perugie ali Cortone.  Kip je bil najden leta 1566, o natančni lokaciji še razpravljajo, vendar se vsi viri strinjajo, da je bil kip najden bodisi v ali okoli Trazimenskega jezera v pokrajini Perugia na meji med Umbrijo in Toskano , 177 kilometrov od Rima.

## Opis
Kip Govornika je 179 cm visok (ali 5' 8" po cesarskih merah). Kip nosi skromno (exigua) togo preatexta, ki je sestavljena iz kratkih rokavov pod tesno prilegajočo se togo, ki je obrnjena čez levo roko in ramo pri čemer desna roka miruje. Obšiv se začne nad levim gležnjem in se diagonalno premakne navzgor na desno.  Kip nosi tudi čevlje, imenovane calceus senatorius, ki so jih nosili senatorji in visoki sodniki in jih je odlikovalo rdeče usnje.  Kip stoji v kontrapost položaju z eno nogo, ki podpira večino kipa.  Usta ima odprta, kar namiguje da govori, s pogledom uprtim naprej. Leva roka počiva ob strani, rahlo dvignjena in malo odpre, medtem ko je desna roka iztegnjena, v komolcu rahlo upognjena, z odprto dlanjo in razširjenimi prsti.

## Napis
Na kipu Govorca je napis napisan v etruščanskem jeziku. 
Napis se glasi: AULEŚI METELIŚ VE[LUS] VESIAL CLENŚI CEN FLEREŚ TECE SANŚL TENINE TUTHINEŚ CHISVLICŚ (»V čast Aule Meteli, sina Vela in Vesija, je Tenin (?) postavil ta kip kot votivni darilo za Sans po posvetovnje z državljani«). 

## Namen
Kip Govornika je bil izdelan z namenom votivne daritve. Votivni dar je predmet katerega koli boga panhelenske religije kot plačilo za uspešno izpolnitev molitve. Ta predmet bi lahko bil karkoli, od ročno izdelanega kipa ali, če je darilo bogato, naročenega kipa.  Zamisel o tem, da je kip votivni dar, je predmet razprav in nekateri zgodovinarji pravijo, da je bil to častni kip, namenjen javnemu ogledu in ne daritev bogovom.
Obstaja nekaj razprav o družini, ki je prvotno imela kip in socialno-ekonomski položaj omenjene družine. Spivy in drugi viri navajajo, da je kip Aulus Metellus pripadal bogati družini, ker je kip izdelan iz dragega materiala bron) in dobre izdelave.  Shiell navaja, da je kip pripadal bolj povprečni rimski družini, a je ta trditev v veliki meri domnevna brez dokazov.

## Galerija
- Detajl napisa
- Detajl napisa
- Detajl glave
- Detajl leve roke